# Fred Beckers
Fred Beckers is een voormalig Nederlands honkballer.
Beckers, een rechtshandige werper en derde honkman, kwam uit in de Nederlandse hoofdklasse van 1968 tot 1979 voor Sparta uit Rotterdam en twee jaar voor Feijenoord. In 1973 werd hij door de KNBSB uitgeroepen tot meest waardevolle speler van de Nederlandse competitie.
Beckers maakte in 1971 en 1973 deel uit van het Nederlands honkbalteam tijdens de Europese Kampioenschappen waarbij Nederland beide malen de titel won. Hij zou in totaal van 1969 tot 1980 in het Nederlands team spelen.